# Alfa2 Capricorni
Alfa2 Capricorni (α2 Cap / α2 Capricorni) è una stella nella costellazione del Capricorno. Sebbene è indicata con la lettera α, in realtà la più luminosa è δ Capricorni. Possiede i nomi di Algedi, che condivide con α1 Capricorni, Gredi e Secunda Giedi.
α2 Capricorni è una stella gigante di tipo G8IIIb di magnitudine 3,57. Sembra formare un sistema binario con α1 Capricorni, ma è solo un effetto prospettico. In realtà è una stella multipla formata da almeno 9 componenti. La coppia principale è formata da due stelle di magnitudine 4,2 e 11,2, e sono separate da 3,6 secondi d'arco. La secondaria è a sua volta una binaria stretta, con separazione di 1,2 secondi d'arco. Le altre componenti sono molto fioche. Il sistema si trova a circa 109 anni luce.